# Giornata mondiale per i malati di lebbra

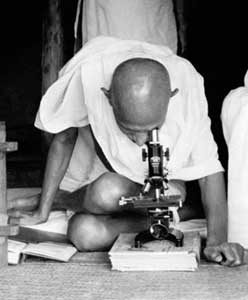
Gandhi mentre studia la lebbra al microscopio.

La giornata mondiale dei malati di lebbra (in inglese World Leprosy Day) è una giornata di riflessione e raccolta fondi per le vittime della lebbra (morbo di Hansen). Ricorre annualmente l'ultima domenica di gennaio.
Fu istituita nel 1954 da Raoul Follereau, scrittore e giornalista francese, molto attivo nella lotta alla lebbra. In Italia viene celebrata dall'Associazione Italiana Amici di Raoul Follereau, attraverso una serie di iniziative di sensibilizzazione.